# Giuliano de' Medici
Giuliano de' Medici (Florence, 12 maart 1479 – aldaar, 17 maart 1516), hertog van Nemours, was de jongste zoon van Lorenzo I de' Medici en dus een broer van Piero di Lorenzo de' Medici en paus Leo X.
In 1513, na de verkiezing van zijn broer tot paus, volgde hij hem op als heer van Florence. In 1515 verkreeg hij de Franse titel hertog van Nemours.
Hij had een bastaardzoon, Ippolito (1511-1535), die kardinaal was.